# 麥基諾大橋管理局
麥基諾大橋管理局，是美國密西根州麥基諾大橋的管理機構。該局負責麥基諾大橋的養護、收費及營運。

## 歷史
麥基諾大橋管理局在1952年被通過成立。該局於1954年至1957年負責此橋的建設，並在1957年11月1日隨著大橋通車正式營運。
在2004年至2005年間，密西根州交通部（Michigan Department of Transportation，MDOT）部長格羅莉亞·傑夫稱此機構非獨立運作的機構，並在2004年移動該局2500萬美元預算。2005年8月15日，格羅莉亞透露總法務官的想法：該局的業務將由密西根州交通部接手。2005年9月，州長珍妮佛·葛拉漢與此兩個單位談判，以解決州交通部為刪減預算發生的問題。談判最後達成協議：該局重新運作，並由州交通部副部長柯克·史丹德指派局長職位及管理委員會。

## 管理委員會
麥基諾大橋管理局管理委員會是由6位管理委員組成的（其中一位是密西根州交通部）。F該局的行政秘書由州交通部任命，並由管理局批准。威廉·納基自2002年至今皆為局長，現任的行政秘書為鮑伯·史威尼。